# Poltavski (Briujovétskaya, Krasnodar)
Poltavski (del ruso: Полтавский) es un jútor del raión de Briujovétskaya del krai de Krasnodar en el sur de Rusia. Está situado en la orilla derecha del río Beisug, 34 km al este de Briujovétskaya y 91 km al norte de Krasnodar, la capital del krai. Pertenece al municipio rural Batúrinskoye. Tenía 285 habitantes en 2010